# Automotodróm Slovakia Ring
Az Automotodróm Slovakia Ring egy versenypálya Szlovákiában. Az aszfaltcsíkot 2009-ben avatták. A pozsonyi repülőtértől 30 kilométerre, Diósförgepatonyban található, Dunaszerdahelytől mindössze 10 kilométerre, a Dunaszerdahelyi járásban. A helyszínen hat különböző pályavariánst is lehet használni méghozzá mindkét irányba. A pálya leghosszabb verziója 5,922 kilométer hosszú, szélessége 12 és 20 méter között változik és 23 méter szintkülönbséggel rendelkezik. A jelenlegi körrekordott a brit Sam Bird tartja, amit 2012-ben futott a Formula Renault 3.5 sorozatban.

## Főbb sorozatok
A pálya az FIA valamint a FIM mindennemű követelményének megfelel, így több rangos nemzetközi sorozatot is vendégül lát/látott története során.

### Bajnokságok
- WTCC
- WTCR
- Kamion Eb
- Blancpain GT Sorozat
- ADAC GT Masters
- Formula Renault 3.5
- ETCC
- FIM Endurance World Championship
- TCR Kelet-Európa-kupa

## Külső hivatkozások
- Honlap (szlovákul)